# Prix du Meilleur livre étranger
Der Prix du Meilleur livre étranger ist ein bedeutender französischer Literaturpreis, der jährlich in den beiden Kategorien Belletristik und Lyrik (Roman ou poésie) und Essay (Essai) vergeben wird. Mit diesem Preis werden fremdsprachige Werke ausgezeichnet, die in die französische Sprache übersetzt wurden. Der Preis wurde 1948 von dem Verleger Robert Carlier (1910–2002) begründet.
Zu den deutschsprachigen Autoren, deren Werke mit diesem Literaturpreis ausgezeichnet wurden, zählen in der Kategorie Belletristik Elias Canetti, Heinrich Böll, Robert Musil (postum), Günter Grass, Peter Härtling, Charles Lewinsky und Christoph Hein, sowie Margarete Buber-Neumann, Verena von der Heyden-Rynsch, W. G. Sebald, Christoph Ransmayr und Wolfram Eilenberger in der Kategorie Essay.

## Preisträger
Mehrfachvergabe in einem Jahr wird durch einen trennenden Schrägstrich („/“) angezeigt.

### Belletristik und Lyrik
- 1948 James Hogg, La Confession d’un pêcheur justifié, aus dem Englischen übersetzt von Dominique Aury
- 1949 Elias Canetti, La Tour de Babel (Originaltitel: Die Blendung), aus dem Deutschen übersetzt von Paule Arhex
- 1950 Miguel Ángel Asturias, Monsieur le Président, aus dem Spanischen übersetzt von Georges Pillement
- 1951 Pär Lagerkvist, Barabbas, aus dem Schwedischen übersetzt von Marguerite Gay und Gerd de Mautort
- 1952 Vasco Pratolini, Chronique des pauvres amants, aus dem Italienischen übersetzt von Gennie Luccioni
- 1953 Robert Penn Warren, Les Fous du roi, aus dem Englischen übersetzt von Pierre Singer
- 1954 Níkos Kazantzákis, Alexis Zorba, aus dem Griechischen übersetzt von Yvonne Gauthier und Gisèle Prassinos
- 1955 Heinrich Böll, Les Enfants des morts (Originaltitel: Haus ohne Hüter), aus dem Deutschen übersetzt von Blanche Gidon
- 1956 Alejo Carpentier, Le Partage des eaux, aus dem Spanischen übersetzt von René L-F Durand
- 1957 Pawel Iwanowitsch Melnikow, Dans les forêts, aus dem Russischen übersetzt von Sylvie Luneau
- 1958 Robert Musil, L’Homme sans qualités (Originaltitel: Der Mann ohne Eigenschaften), aus dem Deutschen übersetzt von Philippe Jaccottet
- 1959 Lawrence Durrell, Justine und Balthazar, aus dem Englischen übersetzt von Roger Giroux
- 1960 Angus Wilson, Les Quarante Ans de Mrs. Eliot, aus dem Englischen übersetzt von Claude Elsen
- 1961 Yasunari Kawabata, Pays de neige, aus dem Japanischen übersetzt von Fujimori Bunkichi und Armel Guerne
- 1962 Günter Grass, Le Tambour (Originaltitel: Die Blechtrommel), aus dem Deutschen übersetzt von Jean Amsler
- 1963 ?
- 1964 Isaac Bashevis Singer, Le Magicien de Lublin (deutscher Titel: Der Zauberer von Lublin), aus dem Englischen übersetzt von Gisèle Bernier
- 1965 John Updike, Le Centaure, aus dem Englischen übersetzt von Laure Casseau
- 1966 Peter Härtling, Niembsch ou l’Immobilité (Originaltitel: Niembsch oder Der Stillstand), aus dem Deutschen übersetzt von Bernard Lortholary
- 1967 Kōbō Abe, La Femme des sables, aus dem Japanischen übersetzt von Georges Bonneau
- 1968 Alexander Solschenizyn, Le Premier Cercle (deutscher Titel: Im ersten Kreis), aus dem Russischen übersetzt von Louis Martine und Le Pavillon des cancéreux, aus dem Russischen übersetzt von Michel Aucouturier
- 1969 Gabriel García Márquez, Cent ans de solitude (deutscher Titel: Hundert Jahre Einsamkeit), aus dem Spanischen übersetzt von Claude und Carmen Durand
- 1970 Guillermo Cabrera Infante, Trois tristes tigres, aus dem Spanischen übersetzt von Albert Bensoussan
- 1971 Stratis Tsirkas, Cités à la dérive, aus dem Griechischen übersetzt von Catherine Lerouvre und Chrysa Prokopaki
- 1972 J. R. R. Tolkien, Le Seigneur des anneaux (deutscher Titel: Der Herr der Ringe), aus dem Englischen übersetzt von Francis Ledoux
- 1973 John Hawkes, Les Oranges de sang, aus dem Englischen übersetzt von Alain Delahaye
- 1974 Bruno Schulz, Les Boutiques de cannelle und Le Sanatorium au croque-mort, aus dem Polnischen übersetzt von Thérèse Douchy, Georges Lisowski und Georges Sidre
- 1975 Leonardo Sciascia, Todo modo, aus dem Italienischen übersetzt von René Daillie
- 1976 Ernesto Sábato, L’Ange des ténèbres, aus dem Spanischen übersetzt von Maurice Manly / W. H. Auden, Poésies choisies, aus dem Englischen übersetzt von Jean Lambert
- 1977 Mario Pomilio, Le Cinquième Évangile, aus dem Italienischen übersetzt von Henri Louette
- 1978 Yaşar Kemal, L'Herbe qui ne meurt pas, aus dem Türkischen übersetzt von Münevver Andaç
- 1979 Adolfo Bioy Casares, Plan d'évasion, aus dem Spanischen übersetzt von Françoise-Marie Rosset
- 1980 Mario Vargas Llosa, La Tante Julia et le Scribouillard (deutscher Titel: Tante Julia und der Kunstschreiber), aus dem Spanischen übersetzt von Albert Bensoussan / Gerard Manley Hopkins, Grandeur de Dieu et autres poèmes, aus dem Englischen übersetzt von Jean Mambrino
- 1981 Anthony Burgess, La Puissance des ténèbres (deutscher Titel: Der Fürst der Phantome), aus dem Englischen übersetzt von Georges Belmont und Hortense Chabrier
- 1982 Witold Gombrowicz, Journal tome III 1961-1969, aus dem Polnischen übersetzt von Allan Kosko
- 1983 Héctor Bianciotti, L'amour n’est pas aimé, aus dem Spanischen übersetzt von Françoise Rosset
- 1984 Vassili Grossman, Vie et Destin, aus dem Russischen übersetzt von Wladimir Berelowitch und Anne Coldefy-Faucard
- 1985 Salman Rushdie, La Honte (deutscher Titel: Scham und Schande), aus dem Englischen übersetzt von Jean Guiloineau
- 1986 Fernando del Paso, Palinure de Mexico, aus dem Spanischen übersetzt von Michel Bibard
- 1987 John Fowles, La Créature, aus dem Englischen übersetzt von Annie Saumont
- 1988 Margaríta Karapánou, Le Somnambule, aus dem Griechischen übersetzt von der Autorin
- 1989 Andrei Georgijewitsch Bitow, La Maison Pouchkine, aus dem Russischen übersetzt von Philippe Mennecier
- 1990 Jaan Kross, Le Fou du tsar, aus dem Estnischen übersetzt von Jean-Luc Moreau
- 1991 Juozas Baltušis, La Saga de Youza, Sakmė apie Juzą (1979), übersetzt nach dem litauischen Text und seiner russischen Übersetzung (Skaganie o Ûzase, 1981) von Denise Yoccoz-Neugeot
- 1992 Jane Urquhart, Niagara, aus dem Englischen übersetzt von Anne Rabinovitch
- 1993 Tim O’Brien, À propos de courage, aus dem Englischen übersetzt von Jean-Yves Prate
- 1994 Graham Swift, À tout jamais, aus dem Englischen übersetzt von Robert Davreu
- 1995 Joan Brady, L’Enfant loué, aus dem Englischen übersetzt von Pierre Alien
- 1996 Jonathan Coe, Testament à l’anglaise, aus dem Englischen übersetzt von Jean Pavans
- 1997 António Lobo Antunes, Le Manuel des inquisiteurs, aus dem Portugiesischen übersetzt von Carlos Batista
- 1998 Anna Maria Ortese, La Douleur du chardonneret, aus dem Italienischen übersetzt von Louis Bonalumi / Eduardo Mendoza, Une comédie légère (Seuil) aus dem Spanischen übersetzt von François Maspero und für sein Gesamtwerk
- 1999 Péter Nádas, Le Livre des mémoires, aus dem Ungarischen übersetzt von Georges Kassaï
- 2000 Abilio Estévez, Ce royaume t’appartient, aus dem Spanischen übersetzt von Alice Seelow / Philip Roth, Pastorale américaine aus dem Englischen übersetzt von Josée Kamoun und für sein Gesamtwerk
- 2001 Per Olov Enquist, Le Médecin personnel du roi, aus dem Schwedischen übersetzt von Marc de Gouvenain und Lena Grumbach
- 2002 Orhan Pamuk, Mon nom est Rouge (deutscher Titel: Rot ist mein Name), aus dem Türkischen übersetzt von Gilles Authier
- 2003 Peter Carey, La Véritable Histoire du gang Kelly, aus dem Englischen übersetzt von Elisabeth Peelaert
- 2004 Carlos Ruiz Zafón, L’Ombre du vent, aus dem Spanischen übersetzt von François Maspero
- 2005 Colm Tóibín, Le Maître, aus dem Englischen übersetzt von Anna Gibson
- 2006 Nicole Krauss, L’Histoire de l’amour, aus dem Englischen übersetzt von Bernard Hoeppfner
- 2007 Joseph McBride, À la recherche de John Ford, aus dem Englischen übersetzt von Jean-Pierre Coursodon
- 2008 Charles Lewinsky, Melnitz, aus dem Deutschen übersetzt von Léa Marcou
- 2009 Karel Schoeman, Cette vie (Originaltitel: Hierdie lewe, 1993), aus dem Afrikaans übersetzt von Pierre-Marie Finkelstein
- 2010 Gonçalo M. Tavares, Apprendre à prier à l’ère de la technique (Originaltitel: Aprender a Rezar na Era da Técnica), aus dem Portugiesischen übersetzt von Dominique Nédellec
- 2011 Alessandro Piperno, Persécution (Originaltitel: Persecuzione. Il fuoco amico dei ricordi, 2010), aus dem Italienischen übersetzt von Fanchita González-Batlle
- 2012 Abraham B. Jehoshua, Rétrospective (Originaltitel:  חסד ספרדי ), aus dem Hebräischen übersetzt von Jean-Luc Allouche
- 2013 Alan Hollinghurst, L’Enfant de l’étranger (Originaltitel: The Stranger’s Child, 2011), aus dem Englischen übersetzt von Bernard Turle[1]
- 2014 Drago Jančar, Cette nuit, je l’ai vue (Originaltitel: To noč sem jo videl, 2010), aus dem Slowenischen übersetzt von Andrée Lück-Gaye[2]
- 2015 Martin Amis, La Zone d’intérêt (Originaltitel: The Zone of Interest, 2014), aus dem Englischen übersetzt von Bernard Turle[3]
- 2016 Helen Macdonald, M pour Mabel (Originaltitel: H is for Hawk, 2014), aus dem Englischen übersetzt von Marie-Anne de Béru[4]
- 2017 Viet Thanh Nguyen, Le Sympathisant (Originaltitel: The Sympathizer, 2015), aus dem Amerikanischen übersetzt von Clément Baude[5]
- 2018 Eduardo Halfon, Deuils (Originaltitel: Duelo), aus dem Spanischen übersetzt von David Fauquemberg[6]
- 2019 Christoph Hein, L’ombre d’un père (Originaltitel: Glückskind mit Vater), aus dem Deutschen übersetzt von Nicole Bary[7]
- 2020 Colum McCann, Apeirogon (Originaltitel: Apeirogon, 2020), aus dem Englischen übersetzt von Clément Baude
- 2021 Gusel Jachina, Les Enfants de la Volga (Originaltitel: Дети мои, 2018; dt. Titel: Wolgakinder), aus dem Russischen übersetzt von Maud Mabillard
- 2022 Juan Gabriel Vásquez, Une rétrospective (Originaltitel: Volver la vista atrás, 2021), aus dem Spanischen übersetzt von Isabelle Gugnon

### Essay
- 1963 Oscar Lewis, Les Enfants de Sanchez, aus dem Englischen übersetzt von Céline Zins
- 1964 Robert-Marie Grant, La Gnose et les origines chrétiennes
- 1965 John Cowper Powys, Autobiographie
- 1966–1973 ?
- 1974 Abram Terz (= Andrei Donatowitsch Sinjawski), Une voix dans le chœur
- 1975/1976 ?
- 1976 ?
- 1977 Mario Praz, La Chair, la Mort et le Diable
- 1978–1981 ?
- 1982 Giordano Bruno Guerri, Malaparte, aus dem Italienischen übersetzt von Valeria Tasca
- 1983–1985 ?
- 1986 Margarete Buber-Neumann, Milena
- 1987 Benedetta Craveri, Madame du Deffand et son monde
- 1988/1989 ?
- 1990 Claudio Magris, Danube (Originaltitel: Danubio), aus dem Italienischen übersetzt von Jean und Marie-Noëlle Pastureau
- 1991 ?
- 1992 Roberto Calasso, Les Noces de Harmonie et Cadmos (deutscher Titel: Die Hochzeit von Kadmos und Harmonia), aus dem Italienischen übersetzt von Jean-Paul Manganaro
- 1993 Predrag Matvejević, Bréviaire méditerranéen
- 1994/1995 ?
- 1996 Michael Holroyd, Carrington
- 1997 ?
- 1998 Verena von der Heyden-Rynsch, Écrire la vie, trois siècles de journaux intimes féminins
- 1999 W. G. Sebald, Les Anneaux de Saturne (Originaltitel: Die Ringe des Saturn. Eine englische Wallfahrt), aus dem Deutschen übersetzt von Bernard Kreiss
- 2000–2002 ?
- 2003 Hella S. Haasse, La Récalcitrante
- 2004 Azar Nafisi, Lire Lolita à Téhéran
- 2005 Mikhaïl Chichkine, Dans les pas de Byron et Tolstoï
- 2006 Diane Middlebrook, Son mari Ted Hugues & Sylvia Plath, histoire d’un mariage
- 2007 ?
- 2008 William T. Vollmann, Pourquoi êtes-vous pauvres, aus dem Amerikanischen übersetzt von Christophe Claro
- 2009 Pascal Khoo Thwe, Une odyssée birmane, aus dem Englischen übersetzt von Claire Cera
- 2010 Antonia Fraser, Vous partez déjà Ma vie avec Harold Pinter, aus dem Englischen übersetzt von Anne-Marie Hussein
- 2011 Marina Iwanowna Zwetajewa, Récits et Essais (tome 2), aus dem Russischen übersetzt von Nadine Debourvieux, Luba Jurgenson und Véronique Lossky
- 2012 David Van Reybrouck, Congo. Une histoire, aus dem Niederländischen übersetzt von Isabelle Rosselin
- 2013 Erwin Mortier, Psaumes balbutiés. Livre d’heures de ma mère, aus dem Niederländischen übersetzt von Marie Hooghe-Stassen[1]
- 2014 Göran Rosenberg, Une brève halte après Auschwitz, aus dem Schwedischen übersetzt von Anna Gibson[2]
- 2015 Christoph Ransmayr, Atlas d’un homme inquiet (Originaltitel: Atlas eines ängstlichen Mannes), aus dem Deutschen übersetzt von Bernard Kreiss[3]
- 2016 Samar Yazbek, Les Portes du néant (Originaltitel: Bawwābaẗ arḍ al-ʿadam), aus dem Arabischen übersetzt von Rania Samara[4]
- 2017 Philippe Sands, Retour à Lemberg (Originaltitel: East West Street. On the Origins of Genocide and Crimes against Humanity), aus dem Englischen übersetzt von Astrid von Busekist[5]
- 2018 Stefano Massini, Les Frères Lehman (Originaltitel: Qualcosa sui Lehman, 2016), aus dem Italienischen übersetzt von Nathalie Bauer[6]
- 2019 Wolfram Eilenberger, Le temps des magiciens (Originaltitel: Zeit der Zauberer : Das große Jahrzehnt der Philosophie 1919–1929), aus dem Deutschen übersetzt von Corina Gepner[7][8]
- 2020 Daniel Mendelsohn, Trois anneaux. Un conte d’Exil (Originaltitel: Three rings: a tale of exile, narrative and fate, 2020), aus dem Englischen übersetzt von Isabelle Taudière
- 2021 Kapka Kassabova, L’écho du lac (Originaltitel: To the Lake: A Balkan Journey of War and Peace, 2020), aus dem Englischen übersetzt von Morgane Saysana
- 2022 Marija Stepanowa, En mémoire de la mémoire, aus dem Russischen übersetzt von Anne Coldefy-Faucard